# Jan Carson
Jan Carson, née en 1980 à Ballymena (comté d'Antrim, Irlande du Nord), est une autrice nord-irlandaise de romans et de nouvelles. Elle évoque, dans un style réaliste magique, des thématiques sociétales comme le milieu protestant strict dans lequel elle a grandi ou le conflit nord-irlandais.

## Biographie
Jan Carson est née en 1980 à Ballymena dans le comté d'Antrim. Elle est issue d'un milieu rural protestant et très strict, qui ne lui permet pas d'aller au cinéma, d'écouter de la musique pop ou de lire des livres non contrôlés par sa paroisse. L'un de ses grands-pères était membre de l'ordre d'Orange. Elle étudie la littérature à l'université Queen's de Belfast. Elle vit aujourd'hui à Belfast, où elle anime des ateliers artistiques à vocation sociale, en tant que « community arts facilitator », notamment pour des personnes âgées perdant leurs facultés cognitives,. Elle organise des classes d'écriture à l'université d'Ulster et l'Irish Writers Center à Dublin.
Elle obtient un passeport de la république d'Irlande en 2019, pour voyager librement en Europe malgré le Brexit et ne pas se sentir réduite à être une autrice « britannique ». Ses romans évoquent le conflit nord-irlandais, comme dans Les Lanceurs de feu, ou la rigueur protestante dans laquelle elle a grandi, comme dans Les Ravissements, dans un style réaliste magique.
Elle est invitée en 2022 pour l'événement « Lire notre Europe » à l'Association parlementaire Européenne et entre octobre 2022 et janvier 2023 pour une résidence d'auteur à l'université de Lorraine. Elle est Fellow de la Royal Society of Literature depuis 2023,. Les Lanceurs de feu est sélectionné pour les prix Femina et Médicis étrangers en 2021,. Ses nouvelles ont été sélectionnées pour les prix Sean O'Faolain en 2015, Saboteur Awards en 2016 et le prix de la meilleure nouvelle irlandaise en 2021.
Outre ses romans et recueils de nouvelles, elle a écrit des programmes pour la BBC, des pièces de théâtre, et collabore avec des artistes musicaux ou visuels. Elle publie aussi des nouvelles dans plusieurs journaux,.

## Prix
- Prix de la meilleure nouvelle d'Harper's Bazaar en 2016[3] ;
- Prix littéraire de l'Union européenne pour l'Irlande en 2019 pour Les Lanceurs de feu[5].

## Publications
D'après la bibliographie compilée pour la résidence de l'autrice à l'Université de Lorraine :
- (en) Malcolm Orange Disappears, 2014 ;
- (en) Childrens' Children, 2016 ;
- (en) Postcard Stories, 2017 ;
- (en) The Fire Starters [« Les Lanceurs de feu »], 2019 ;
- (en) Postcard Stories 2, 2020 ;
- (en) The Last Resort, 2021 ;
- (en) The Raptures [« Les Ravissements »], 2022 ;
- (en) A Little Unsteadily into Light: New Dementia-Inspired Fiction, 2022 (co-dirigé avec Jane Lugea).

## Sources
: document utilisé comme source pour la rédaction de cet article.
- (en) « Author Jan Carson's life has been full of novel twists », Belfast Telegraph,‎ 21 juin 2017 (lire en ligne ).
- (en) EUPL, « Jan Carson », sur European Union Prize for Literature , 2019 (consulté le 29 février 2024).
- Florence Noiville, « « Les Lanceurs de feu », de Jan Carson : de part et d'autre du brasier nord-irlandais », Le Monde,‎ 8 octobre 2021 (lire en ligne , consulté le 29 février 2024).
- (en) Freya McClements et Mary Minihan, « Jan Carson: ‘I cried when I got my Irish passport’ », The Irish Times,‎ 28 février 2022 (lire en ligne , consulté le 29 février 2024).
- (en) Press and information team of the Delegation to the Council of Europe, « « Lire notre Europe » with Jan Carson : The Fire Starters », sur eeas.europa.eu, 4 octobre 2022 (consulté le 29 février 2024).
- ActuaLitté, « L'autrice nord-irlandaise Jan Carson en résidence en Lorraine », ActuaLitté,‎ 15 novembre 2022 (lire en ligne , consulté le 29 février 2024).
- Barbara Fasseur, « Les Ravissements, ou le « réalisme magique » de Jan Carson », ActuaLitté,‎ 19 novembre 2022 (lire en ligne , consulté le 29 février 2024).
- Frédérique Roussel, « « Les Ravissements », village de damnés », Libération,‎ 24 février 2023 (lire en ligne , consulté le 29 février 2024).
- Marine Landrot, « Jan Carson, invitée du festival Étonnants Voyageurs : « L’infirmité émotionnelle des hommes m’intéresse » », Télérama,‎ 26 mai 2023 (lire en ligne , consulté le 29 février 2024).
- (en) « Jan Carson », sur Europa-Universität Flensburg, 12 décembre 2023 (consulté le 29 février 2024).
- ARIEL, « Jan Carson », sur ariel.univ-lorraine.fr, 2023 (consulté le 29 février 2024).
- (en) « Jan Carson », sur Sabine Wespieser Éditeur, 2024 (consulté le 29 février 2024).